# Reza Negarestani
Reza Negarestani (1977) es un filósofo y escritor iraní, instalado actualmente en Estados Unidos, conocido por ser pionero en el género de la 'teoría-ficción' con su libro Cyclonopedia, publicado en 2008 y adscrito tempranamente al realismo especulativo. Fue incluido en la lista de Artforum como uno de los mejores libros de 2009. En la actualidad dirige el programa de filosofía crítica en The New Centre for Research & Practice.

## Presencia académica
Negarestani ha sido un colaborador habitual de Collapse, así como de otras publicaciones impresas y web como Ctheory. El 11 de marzo de 2011, profesores del Brooklyn College y de The New School organizaron un simposio para debatir sobre Cyclonopedia titulado Leper Creativity. Ese mismo año, Punctum Books publicó un libro con el mismo título que incluía ensayos, artículos, obras de arte y documentos del simposio o relacionados con él. En 2011, coeditó con Robin Mackay el número VII de Collapse, titulado Culinary Materialism. En 2012, Negarestani colaboró con Florian Hecker en una obra de arte titulada "Chimerization" que se incluyó en la exposición dOCUMENTA 13. Desde entonces, ha escrito libretos para series literarias de larga duración basados en el concepto de "quimerización" de Florian Hecker.

## Filosofía
Tras varios años vinculado al movimiento filosófico del realismo especulativo, Negarestani ha dado conferencias y escrito sobre el universalismo racionalista, empezando por la evolución del sistema moderno de conocimiento y avanzando hacia las filosofías contemporáneas del racionalismo, sus procedimientos y sus exigencias para el estudio especial de la conducta humana.
Tras pasar por diferentes fases filosóficas, comenzando con Nick Land y posteriormente con el realismo especulativo, Negarestani se decantó por el inhumanismo racionalista, según el cual el concepto de lo humano está poco explorado y debe ser objeto de investigación teórica y práctica, cuyos resultados conducirán idefectiblemente a una concepción completamente nueva de lo humano, antogónica con las versiones clásicas del humanismo y el esencialismo humano. Paradigmas de investigación como la inteligencia artificial y la neurociencia, según Negarestani, permiten comprender cómo el concepto de lo humano está subdesarrollado y debe entenderse como un tema de construcción crítica. En consecuencia, el proyecto filosófico de Negarestani trata de lo que él denomina una 'filosofía de la inteligencia', en contraposición a la filosofía de la mente. 
Para Negarestani, la filosofía de la inteligencia va más allá de la filosofía de la mente, en la medida en que el concepto de inteligencia está vinculado a un sistema de pensamientos y prácticas socialmente constituidos a través de los cuales se reconoce lo inteligible. Sin embargo, para Negarestani el término inteligencia sigue siendo un concepto filosóficamente vago, un explicandum. Haciendo un guiño al proyecto de explicación de Rudolf Carnap, Negarestani propone en su lugar una ingeniería conceptual por la que el concepto de inteligencia se sustituye progresivamente por sus explicata, o conceptos refinados que abordan metódicamente diferentes cuestiones relativas a la pregunta "¿Qué es la inteligencia?". Para Negarestani, tales cuestiones abarcan preocupaciones ontológicas, epistemológicas, metodológicas, técnicas y axiológicas. El énfasis de Negarestani en el vínculo necesario entre lo que entendemos por inteligencia y lo que se necesita para hacer inteligible el mundo toma prestados elementos de la filosofía trascendental, el idealismo alemán y el escepticismo sistemático.
El blog de Negarestani, Toy Philosophy, "se centra en varios hilos -algunos todavía sueltos y otros ya convergentes- de [su] investigación filosófica".

## Obras

### Publicaciones originales
- Mackay, R., & Negarestani, R. (Eds.). (2011). Collapse. Philosophical Research and Development. Volume VII.
- Masciandaro, N., & Negarestani, R. (2010). Black Metal Commentary. In N. Masciandaro (Ed.), Hideous Gnosis: Black Metal Theory Symposium I (pp. 257-266).
- Negarestani, R. (2008). Cyclonopedia. Complicity with Anonymous Materials. re.press.
- Negarestani, R. (2018). Intelligence and Spirit. Urbanomic / Sequence Press.
- Negarestani, R. (2018). Torture Concrete. Jean-Luc Moulène and the Protocol of Abstraction. Sequence Press.
- Negarestani, R. (2019). Engineering the World, Crafting the Mind. (F. Gironi, Interviewer) NERO Editions. https://www.neroeditions.com/docs/reza-negarestani-engineering-the-world-crafting-the-mind/
- Negarestani, R. (2020). Abducting the Outside: Collected Writings 2003–2018. Urbanomic / Sequence Press.
- Negarestani, R., & Mackay, R. (2018). Reengineering Philosophy. Urbanomic: https://www.urbanomic.com/document/reengineering-philosophy/
- Negarestani, R., Tilford, K., & Mackay, R. (2021). Chronosis. Urbanomic.

### Traducciones
- Negarestani, R. (2016). Ciclonopedia [Complicidad con materiales anónimos]. (F. Manjarrés, Ed., & H. Castignani, Trans.) Materia Oscura Editorial.